# Michaela Marzola
Michaela Marzola (ur. 21 lutego 1966 w Bolzano) – włoska narciarka alpejska.

## Kariera
Po raz pierwszy na arenie międzynarodowej pojawiła się w 1983 roku, startując na mistrzostwach świata juniorów w Sestriere. Zajęła tam 15. miejsce w zjeździe i 18. miejsce w gigancie. Podczas rozgrywanych rok później mistrzostw świata juniorów w Sugarloaf była między innymi szósta w kombinacji.
W zawodach Pucharu Świata zadebiutowała 21 grudnia 1984 roku w Santa Caterina, gdzie zajęła 15. miejsce w zjeździe. Tym samym zdobyła pierwsze pucharowe punkty. Na podium zawodów tego cyklu jedyny raz stanęła 25 stycznia 1986 roku w Megève, wygrywając rywalizację w supergigancie. W zawodach tych wyprzedziła Austriaczkę Elisabeth Kirchler i Traudl Hächer z RFN. W sezonie 1985/1986 zajęła 28. miejsce w klasyfikacji generalnej, w klasyfikacji supergiganta była trzecia.
Wystartowała na igrzyskach olimpijskich w Calgary w 1988 roku, zajmując 7. miejsce w supergigancie, 10. w kombinacji, i 19. w zjeździe.

## Osiągnięcia

### Igrzyska olimpijskie
| Miejsce | Dzień     | Rok  | Miejscowość | Konkurencja | Czas biegu | Strata     | Zwyciężczyni    |
| ------- | --------- | ---- | ----------- | ----------- | ---------- | ---------- | --------------- |
| 19.     | 19 lutego | 1988 | Calgary     | Zjazd       | 1:25,86    | +2,83      | Marina Kiehl    |
| 10.     | 21 lutego | 1988 | Calgary     | Kombinacja  | 29,25 pkt  | +56,09 pkt | Anita Wachter   |
| 7.      | 22 lutego | 1988 | Calgary     | Supergigant | 1:19,03    | +1,88      | Sigrid Wolf     |
| DNS1    | 26 lutego | 1988 | Calgary     | Slalom      | 1:36,69    | -          | Vreni Schneider |

### Mistrzostwa świata juniorów
| Miejsce | Dzień     | Rok  | Miejscowość | Konkurencja | Czas biegu | Strata | Zwyciężczyni       |
| ------- | --------- | ---- | ----------- | ----------- | ---------- | ------ | ------------------ |
| 15.     | 3 marca   | 1983 | Sestriere   | Zjazd       | 1:32,49    | +3,47  | Marina Kiehl       |
| 18.     | 4 marca   | 1983 | Sestriere   | Gigant      | 2:16,79    | +7,09  | Michaela Gerg      |
| 13.     | 1 marca   | 1984 | Sugarloaf   | Zjazd       | 1:32,49    | +2,22  | Marina Kiehl       |
| 12.     | 21 lutego | 1984 | Sugarloaf   | Gigant      | 2:23,08    | +4,48  | Mateja Svet        |
| 13.     | 23 lutego | 1984 | Sugarloaf   | Slalom      | 1:24,27    | +5,11  | Monika Maierhofer  |
| 6.      | 3 marca   | 1984 | Sugarloaf   | Kombinacja  | ?          | ?      | Veronika Wallinger |

### Puchar Świata

#### Miejsca w klasyfikacji generalnej
- sezon 1984/1985: 89.
- sezon 1985/1986: 28.
- sezon 1986/1987: 43.
- sezon 1987/1988: 65.

#### Miejsca na podium
1. Megève – 25 stycznia 1986 (supergigant) – 1. miejsce